# Soufiane El Mesrar
Soufiane El Mesrar (in arabo سفيان المسرار‎?; Kenitra, 5 giugno 1990) è un giocatore di calcio a 5 marocchino, campione africano con la nazionale marocchina nel 2016, 2020 e 2024.

## Carriera

### Club
El Mesrar iniziò giocando a calcio nel settore giovanile del Kénitra finché, all'età di 20 anni, venne tesserato dalla Dynamo Kénitra, principale società cittadina di calcio a 5. Nelle otto stagioni in cui vi militò, El Mesrar vinse due campionati, conquistando inoltre il titolo di capocannoniere dell'edizione 2016-17, e una coppa nazionale. Nell'estate del 2018 si trasferì al Montpellier, militante nella seconda divisione del campionato francese. La positiva annata disputata con gli occitani – il marocchino realizzò 28 reti in 19 presenze – gli valse la chiamata dell'ACCS impegnata nel campionato di Division 1. Nella stagione 2020-21 El Mesrar vince con i bianconeri il suo primo campionato francese mentre l'anno seguente raggiunge le semifinali di UEFA Champions League. Nell'estate del 2022 si trasferisce all'Étoile Lavalloise, contribuendo in maniera decisiva alla conquista dei primi trofei della società.

### Nazionale
Protagonista della Nazionale maschile di calcio a 5 del Marocco per oltre un decennio, El Mesrar ha debuttato nei Leoni dell'Atlante nel 2011. Con la selezione magrebina ha vinto tre Coppe d'Africa e partecipato a quattro edizioni della Coppa del Mondo.

## Palmarès

### Club
- Campionato marocchino: 2
Dynamo Kénitra: 2015-2016, 2017-2018
- Campionato francese: 3
ACCS : 2020-2021
Étoile Lavalloise: 2022-2023, 2023-2024
- Coppa di Francia: 2
Étoile Lavalloise: 2022-2023, 2023-2024

### Nazionale
- Coppa d'Africa: 3
Sudafrica 2016, Marocco 2020, Marocco 2024